# جولیت رایلنس
جولیت رایلنس (انگلیسی: Juliet Rylance؛ زادهٔ ۲۶ ژوئیهٔ ۱۹۷۹) هنرپیشه اهل انگلستان است. وی از سال ۲۰۰۳ میلادی تاکنون مشغول فعالیت بوده‌است.

## بخشی از فیلمشناسی
از فیلم‌ها یا تئاترهایی که وی در آن نقش داشته‌است می‌توان به آثار زیر اشاره کرد.
- شوم (۲۰۱۲)
- روزها و شب‌ها (۲۰۱۳)
- هدف یک سگ (۲۰۱۷)
- رومئو و ژولیت
- هر طور شما دوست دارید
- طوفان
- آرتور شاه